# NGC 7121
NGC 7121 је спирална галаксија у сазвежђу Водолија која се налази на NGC листи објеката дубоког неба.
Деклинација објекта је - 3° 37' 11" а ректасцензија 21h 44m 52,6s. Привидна величина (магнитуда) објекта NGC 7121 износи 13,8 а фотографска магнитуда 14,6. NGC 7121 је још познат и под ознакама MCG -1-55-8, IRAS 21422-0351, PGC 67287.